# Harry Liscombe
Harry Carlyle Liscombe, dit Carl Liscombe (né le 17 mai 1915 à Perth au Canada — mort le 23 février 2004 à Wailuku, à Hawaii) est un joueur professionnel de hockey sur glace de la Ligue nationale de hockey.

## Carrière
Carl Liscombe commence sa carrière en ligue internationale de hockey avec les Hornets de Pittsburgh.
Il fait ses débuts en LNH en 1937 avec les Red Wings de Détroit où il fera l'essentiel de sa carrière.
Il rejoint plus tard la Ligue américaine de hockey avec les Reds de Providence. Il terminera sa carrière en LIH avec les Detroit Hettche en 1952.
Il meurt le 23 février 2004 à Hawaii.

## Honneurs et récompenses
- Trophée Les-Cunningham (LAH): 1948 et 1949
- Trophée John-B.-Sollenberger (LAH): 1948

## Statistiques
Pour les significations des abréviations, voir Statistiques du hockey sur glace.
| Saison     | Équipe                                 | Ligue      |     | Saison régulière | Saison régulière | Saison régulière | Saison régulière | Saison régulière |    | Séries éliminatoires | Séries éliminatoires | Séries éliminatoires | Séries éliminatoires | Séries éliminatoires |
| Saison     | Équipe                                 | Ligue      | PJ  | B                | A                | Pts              | Pun              | PJ               | B  | A                    | Pts                  | Pun                  |                      |                      |
| 1935-1936  | Olympics de Détroit                    | LIH        | 0   | 12               | 8                | 20               | 37               |                  |    |                      |                      |                      |                      |                      |
| 1936-1937  | Hornets de Pittsburgh                  | ILAH       | 48  | 8                | 13               | 21               | 23               |                  |    |                      |                      |                      |                      |                      |
| 1937-1938  | Hornets de Pittsburgh                  | ILAH       | 5   | 3                | 1                | 4                | 17               |                  |    |                      |                      |                      |                      |                      |
| 1937-1938  | Red Wings de Détroit                   | LNH        | 42  | 14               | 10               | 24               | 30               |                  |    |                      |                      |                      |                      |                      |
| 1938-1939  | Red Wings de Détroit                   | LNH        | 47  | 8                | 18               | 26               | 13               | 3                | 0  | 0                    | 0                    | 2                    |                      |                      |
| 1939-1940  | Red Wings de Détroit                   | LNH        | 30  | 2                | 7                | 9                | 4                |                  |    |                      |                      |                      |                      |                      |
| 1939-1940  | Capitals d'Indianapolis                | LAH        | 24  | 8                | 11               | 19               | 9                |                  |    |                      |                      |                      |                      |                      |
| 1940-1941  | Capitals d'Indianapolis                | LAH        | 19  | 4                | 5                | 9                | 7                |                  |    |                      |                      |                      |                      |                      |
| 1940-1941  | Red Wings de Détroit                   | LNH        | 31  | 10               | 10               | 20               | 0                | 8                | 4  | 3                    | 7                    | 12                   |                      |                      |
| 1941-1942  | Red Wings de Détroit                   | LNH        | 47  | 13               | 17               | 30               | 14               | 12               | 6  | 7                    | 13                   | 2                    |                      |                      |
| 1942-1943  | Red Wings de Détroit                   | LNH        | 50  | 19               | 23               | 42               | 19               | 10               | 6  | 8                    | 14                   | 2                    |                      |                      |
| 1943-1944  | Red Wings de Détroit                   | LNH        | 50  | 36               | 37               | 73               | 17               | 5                | 1  | 0                    | 1                    | 2                    |                      |                      |
| 1944-1945  | Red Wings de Détroit                   | LNH        | 42  | 23               | 9                | 32               | 18               | 14               | 4  | 2                    | 6                    | 0                    |                      |                      |
| 1945-1946  | Red Wings de Détroit                   | LNH        | 44  | 12               | 9                | 21               | 2                | 4                | 1  | 0                    | 1                    | 0                    |                      |                      |
| 1946-1947  | Providence de Saint-Louis              | LAH        | 63  | 35               | 32               | 67               | 16               |                  |    |                      |                      |                      |                      |                      |
| 1947-1948  | Reds de Providence                     | LAH        | 68  | 50               | 68               | 118              | 10               |                  |    |                      |                      |                      |                      |                      |
| 1948-1949  | Reds de Providence                     | LAH        | 68  | 55               | 47               | 102              | 2                | 14               | 3  | 2                    | 5                    | 2                    |                      |                      |
| 1949-1950  | Reds de Providence                     | LAH        | 57  | 13               | 29               | 42               | 16               | 3                | 0  | 0                    | 0                    | 0                    |                      |                      |
| 1950-1951  | Auto Club de Détroit Sailors de Sarnia | LIH        | 45  | 29               | 23               | 52               | 9                |                  |    |                      |                      |                      |                      |                      |
| 1951-1952  | Hettche de Détroit                     | LIH        | 45  | 35               | 31               | 66               | 14               |                  |    |                      |                      |                      |                      |                      |
| 1953-1954  | Tigers de Hamilton                     | AHO Sr.    | 52  | 12               | 19               | 31               | 47               |                  |    |                      |                      |                      |                      |                      |
| Totaux LNH | Totaux LNH                             | Totaux LNH | 383 | 137              | 140              | 277              | 117              | 56               | 22 | 20                   | 42                   | 20                   |                      |                      |